# كيداريون
كان الكيداريون، أو هانُ كيدارا، سلالة حكمت باختر وأجزاء متاخمة من وسط وجنوب آسيا في القرنين الرابع والخامس. ينتمي الكيداريون إلى مجموعة شعوب تُعرف جمعًا في الهند باسم الهونا، وفي أوروبا باسم الخيونيين (من الاسمين الإيرانيين خون/ خيون)، ويمكن اعتبارهم مطابقين للخيونيين. سماهم المؤرخ اليوناني بريسكوس من القرن الخامس بالهان الكيداريين، أو «القسم الكيداري من شعب الهان». غالبًا ما تُقرن قبائل الهونا/ خيون، وإن كان جدلًا، بالهان الذين غزوا أوروبا الشرقية في فترة مماثلة. هم مختلفون تمامًا عن الهياطلة، الذين حلوا محلهم بعد قرن تقريبًا.
سُمي الكيداريون نسبة إلى كيدارا (بالصينية: جيدولو، وباللفظ القديم: كجي-تا-لا)، أحد حكامهم الرئيسيين. يبدو أن الكيداريين كانوا جزءًا من جماعة من الهونا تُعرف في المصادر اللاتينية باسم «الكيرميخيونيين» (من الاسم الإيراني كارمير خيون) أو «الهونا الحُمر». أنشأ الكيداريون أول أربع دول خيون/ هونا كبرى في وسط آسيا، وتبعهم هان آلخون، والهياطلة، وهان النيزاك.
بين عامي 360 – 370م، أُسست مملكة كيدارية في مناطق وسط آسيا التي كانت تحكمها الإمبراطورية الساسانية قبلًا، وحلوا محل الساسانيين الكوشانيين في باختر. عقب ذلك، توقفت الإمبراطورية الساسانية في مرو الشاهجان تقريبًا. لاحقًا نحو عام 390 – 410م، غزا الكيداريون شمال غرب الهند، حيث حلوا محل بقايا الإمبراطورية الكوشانية في منطقة بنجاب.

## أصولهم
الكيداريون شعب بدويّ، ويبدو أنهم انحدروا من منطقة جبال ألتاي. يعتقد بعض الباحثين أن الكيداريين كانوا «قوقازيين» في مظهرهم، مع مزيج من بعض الشرق آسيوية (كالمغولية). يُصوَر حكام الكيداريين على عملاتهم مُردًا أو حليقي الوجه، وهي واحدة من مزايا ثقافات آسيا الداخلية أنذاك (على نقيض الثقافات الإيرانية في جنوب ووسط آسيا آنذاك مثلًا). صُور الكيداريين نبّالة راكبين في الوجه الخلفي لعملاتهم. واشتُهروا بممارسة تشويه الرأس الصناعي.
يظهر أن كلمة كيداريين رديفة لكلمة كارمير خيون («الخيونيين الحُمر»، أو بصورة أكثر جدلًا: «الهان الحُمر»)، وهم من أفرع الخيونيين الكُبرى، إلى جانب سبيت خيون («الخيونيين البيض»). في ختم اكتُشف حديثًا يحمل صورة شبيهة بصور العملات الكيدارية، لقّب الحاكم نفسه «ملك الهان وشاه الكوشان الأكبر». ذكرت التقارير أن الختم اكتُشف في مقاطعة سوات.
قد يكون اسم حاكمهم الذي يُكنّون به كيدارا (ازدهر في 350 – 385) مشتقًا من كلمة كيدريتي الأتراكية التي تعني «غرب»، ما يقترح أن الكيداريين كانوا بالأصل أقصى غرب الخيونيين، وأول المهاجرين إلى آسيا الداخلية. تقترح المصادر الصينية أن دفْعَ دولة زاو الأخيرة الهياطلة باتجاه الغرب نحو عام 320، من المنطقة المحيطة ببينغ يانغ (لينفن، شانشي المعاصرة)، سبب ضغطًا على الشعوب التابعة للخيونيين، مثل الكيداريين أدى إلى هجرتهم. ثمة نظرية أخرى تقول إن تغير المناح في جبال ألتاي في القرن الرابع دفع قبائل عديدة إلى الهجرة غربًا وجنوبًا.
تقترح المصادر الصينية والرومانية المعاصرة أن الكيداريين بدأوا في القرن الرابع بالتعدي على أرض خراسان الكبرى والإمباطورية الكوشانية، مهاجرين عبر بلاد ما وراء النهر إلى باختر، حيث كانوا في البدء تبعًا للكوشانيين وتبنوا العديد من عناصر الحضارة الكوشانية الباخترية. ضغط الكيداريون في البداية على الإمبراطورية الساسانية، لكنهم لاحقًا خدموا مرتزقة في الجيش الساساني، وقاتلوا الرومان في بلاد ما بين النهرين تحت رايته، بقيادة زعيم اسمه غرومباتيس (ازدهر في 353 – 358م). على ما يبدو أن بعض الكيدارييين صاروا إحدى السلالات الحاكمة للامبراطورية الكوشانية، ما سبب كُنية «الكوشانيين الصغار».

## المملكة الكيدارية

### ظهورها الأول في المصادر الأدبية
كان أول دليل عبارة عن عملات ذهبية اكتُشفت في بلخ يعود تاريخها لأواسط القرن الرابع. اضطر الحاكم الكوشاني الساساني فاراهران في مدة حكمه الثانية إلى إضافة التامغا الكيدارتية إلى عملاته المسكوكة في بلخ في باختر، نحو 340 – 345. استُبدلت التامغا برمز الناديبادا المُستخدم منذ عهد فاسوديفا الأول، ما يقترح أن الكيداريين قد تولّوا الحكم آنذاك، في ظل حاكمهم كيرادا أولًا. أُضيفت قرون الكبش لنقيشة فاراهران على عملته لمدة وجيزة في ظل الحاكم الكيداري بيروز، وأضيفت أشرطة مرتفعة حول كرة التاج في ظل الحاكم الكيداريّ كيدارا. ونتيجة ذ لك، وُصف فارهران بأنه «دمية» الكيداريين. بحلول عام 365، كان الحاكم الكيداري كيدارا الأول يضع اسمه على عملة المنطقة، واغتصب لقب كوشان شاه. في غراندهارا أيضًا، سك الكيداريون عملات فضية باسم فارهران، إلى أن فرض كيدارا اسمه هناك.
تظهر الأدلة الآثارية والعُمليّة وأدلة علم الأختام أن الكيداريين حكموا مملكة سامية بقدر مملكة الساسانيين. اعتمدوا الرمزية ونظام الألقاب الإمبراطوري الإيراني بسرعة، كما يظهر على الأختام؛ «اللورد أُلراغ، ملك الهان، وشاه كوشان الأكبر، والسمرقندي، من عائلة أفريغان (؟)».
معظم البيانات التي نمتلكها حاليًا عن المملكة الكيدارية من مصادر صينية وبيزنطية من أواسط القرن الخامس. كان الكيداريون أوائل الهونا الذين ضايقوا الهند. تذكر السجلات الهندية أن الهونا قد ثبتوا أنفسهم في أفغانستان وخيبر بختونخوا الحاليتين في النصف الأول من القرن الخامس، وأن سكانداغوبتا إمبراطورالغوبتا قد ثار على غزو الهونا في هام 455. كان الكيداريون آخر سلالة اعتبرت نفسها (بناءً على عملاتهم) ورثة إمبراطورية كوشان، التي لم تعُد كيانًا مستقلًا منذ قبل ذلك بقرنين.